# Samaan
Samaan is een bestuurslaag in het regentschap Malang van de provincie Oost-Java, Indonesië. Samaan telt 9948 inwoners (volkstelling 2010).